# 21449 Hemmick
A 21449 Hemmick (ideiglenes jelöléssel 1998 HQ22) a Naprendszer kisbolygóövében található aszteroida. A LINEAR projekt keretében fedezték fel 1998. április 20-án.